# Diphyus koebelei
Diphyus koebelei är en stekelart som först beskrevs av Otto Herman Swezey 1909.  Diphyus koebelei ingår i släktet Diphyus och familjen brokparasitsteklar. Inga underarter finns listade i Catalogue of Life.